# Мэдсен, Майкл
Майкл Со́рен Мэ́дсен (англ. Michael Søren Madsen; 25 сентября 1957, Чикаго, Иллинойс — 3 июля 2025, Малибу, Калифорния) — американский актёр, снявшийся более чем в 170 фильмах. Наиболее известен благодаря своему участию в таких картинах, как «Бешеные псы» (1992), «Донни Браско» (1997), «Убить Билла» (2004), «Город грехов» (2005), «Омерзительная восьмёрка» (2015) и «Однажды в Голливуде» (2019).

## Биография
Майкл Мэдсен родился 25 сентября 1957 года в Чикаго в семье пожарного Кельвина Мэдсена и драматурга Элейн Мэдсен (в девичестве — Мелсон). Его старшая сестра, Шерил Мэдсен, владеет рестораном в штате Висконсин, а младшая — Вирджиния Мэдсен — актриса. В семье Майкла есть датские, ирландские и индейские корни.
Прежде чем стать актёром, Мэдсен перепробовал множество далёких от искусства профессий: он работал маляром и автомехаником, санитаром скорой медицинской помощи и рабочим на автозаправке.
В подростковом возрасте он встретил режиссёра Мартина Бреста, который убедил Майкла попробовать свои силы в качестве актёра. Мэдсен работал в чикагском театре англ. Steppenwolf Theatre Company под началом Джона Малковича.
В 1977 году актёр переехал в Лос-Анджелес. Первые эпизодические роли в голливудских фильмах он начал исполнять в первой половине 1980-х годов. В 1989 году Майкл сыграл психически неуравновешенного убийцу Винса в ленте Джона Дала «Убей меня снова», а в 1991 — обаятельного и уверенного в себе Джимми Леннокса в картине Ридли Скотта «Тельма и Луиза». В будущем обаяние «плохого парня» и некая «невменяемость» стали характерной чертой актёрских работ Мэдсена.
Эти черты Майкл в полной мере воплотил в роли садиста мистера Блондина в криминальной драме Квентина Тарантино «Бешеные псы». Фильм получил широкую известность, а роль Вика Веги принесла Мэдсену признание как у критиков, так и у зрителей. В планах Тарантино было возвращение Блондина в ленте «Криминальное чтиво», но актёр отказался от роли, ссылаясь на занятость в вестерне «Уайетт Эрп». В конечном итоге в картине появился брат Вика, Винсент Вега, сыгранный Джоном Траволтой. Спустя более чем десять лет Майкл Мэдсен признался, что он очень сожалеет о своём отказе.
После «Бешеных псов» актёр появился в комедийном триллере «Впереди одни неприятности», современном нуаре «Скала Малхолланд» и малобюджетной драме «Последние дни Фрэнки по прозвищу „Муха“», а также сыграл роль положительного персонажа Глена Гринвуда в семейных приключенческих фильмах «Освободите Вилли» и «Освободите Вилли 2: Новое приключение». В 1997 году последовала крупнобюджетная картина «Донни Браско», в которой партнёрами Мэдсена по съёмочной площадке были Аль Пачино и Джонни Депп. С 1998 по 1999 Майкл был задействован в главной роли в телесериале «Месть без предела».
В 2001 году он появился в музыкальном видео на песню Майкла Джексона «You Rock My World». На большой экран Мэдсен вернулся в 2003 году, исполнив роль Бадда в фильме Квентина Тарантино «Убить Билла». Через два года он сыграл роль второго плана в триллере «Город грехов», который снял коллега Тарантино Роберт Родригес. После этого последовала череда малобюджетных фильмов о преступности, таких как «Злость», «Адская поездка», «Безвозвратный путь», «Смертельное оскорбление». В 2010 году Майкл появился в клипе на песню Скай Феррейры «Obsession», сыграв роль самого себя.
Активно приглашался в российские фильмы («Сматывай удочки», «Мужской сезон: Бархатная революция», «Путь», «Ключ Саламандры», «Скорый Москва-Россия» и др.)
В 2015 году исполнил роль Джо Гейджа в вестерне Квентина Тарантино «Омерзительная восьмёрка».
В середине ноября 2019 года в российский прокат вышла анимационная комедия «Стражи Арктики», в оригинальной версии которой Мэдсон озвучил Дюка, пса породы хаски.
3 июля 2025 года Майкл Мэдсен был найден без сознания в своём особняке в Малибу и позже объявлен умершим от остановки сердца.

### Прочая деятельность
Из под пера Майкла Мэдсена вышло восемь сборников поэзии: «Beer, Blood and Ashes» (1995), «Eat the Worm» (1995), «Burning in Paradise» (1998), «A Blessing of the Hounds» (2002), «46 Down; A Book of Dreams and Other Ramblings» (2004), «When Pets Kill» (2005), «American Badass» (2009) и «Expecting Rain» (2012). За «Burning in Paradise» он получил награду Firecracker Award, отмечающую лучшие произведения независимого творчества.
«American Badass» посвящена другу Майкла, Дэвиду Кэррадайну, который был его партнёром по съёмочной площадке в фильмах «Убить Билла», «Безвозвратный путь» и «Эльдорадо».
В 2005 году издательство 13 Hands Publications выпустило собрание поэзий Мэдсена за десять лет — The Complete Poetic Works of Michael Madsen, Vol I: 1995—2005.
В целом, его творчество вдохновлено работами Джека Керуака и Чарльза Буковски. По личному мнению друга Майкла Денниса Хоппера, по остроумию поэзия Мэдсена превосходит этих авторов.
В 2006 году 13 Hands Publications опубликовало первую книгу фотографий Майкла, под названием «Signs of Life». Помимо фоторабот она включала некоторые новые на тот момент стихотворения. «Signs of Life» актёр посвятил своему хорошему другу Крису Пенну, с которым он работал над фильмами «Бешеные псы» и «Скала Малхолланд».
Майкл Мэдсен принимал участие в озвучивании компьютерных игр Grand Theft Auto III (2001), True Crime: Streets of LA (2003), Driver 3 (2004), Dishonored (2012) и The Walking Dead: Season Two (2014).
В августе 2014 года снялся в «Убить Билла» — тематическом музыкальном клипе Игги Азалия на песню «Black Widow» с участием Риты Оры.
11 декабря 2015 года Майкл Мэдсен принял участие в программе «Вечерний Киев» на телеканале «1+1».

### Личная жизнь
- Первая жена — сводная сестра певицы Шер Джорджанна ЛаПьер.
- Вторая жена — Джанин Бисиньяно, которая родила актёру двоих сыновей.
- Третья жена — Де Анна Морган, бывшая супруга музыканта группы Stray Cats Брайана Сетцера. В этом браке у Мэдсена родились ещё трое сыновей. Крёстным отцом одного из них выступил близкий друг и коллега Майкла — Харви Кейтель.

В интервью корреспонденту НТВ Александре Глотовой Майкл Мэдсен признался, что дети хотят пойти по его стопам, но актёр категорически против этого:

«Мой старший сын Кристиан уже снялся в двух картинах. Остальные пробуют писать сценарии. Им нравится кинематограф. Хотя мне бы хотелось, чтобы они стали докторами или юристами. Потому что профессия актёра очень зависимая. Либо пан, либо пропал. Либо ты попадаешь в колею, снимаешься, и всё у тебя хорошо, либо голодаешь. Я бы не рекомендовал им профессию актёра. Я, например, работал с 14 лет. На бензоколонке, механиком, работал с отцом в пожарном отделении. Я рос по-другому. И когда я говорю им: „Ребята, не сидите. Идите работать. Набирайтесь опыта. Любого. Хоть тарелки мойте, прессу разносите“. Они отвечают: „Что?! Нет!! Зачем?! Мы не будем это делать“».— Из интервью с Майклом Мэдсеном

### Проблемы с законом
5 марта 2012 года, после конфликта со своим несовершеннолетним сыном, которого Мэдсен застал за курением марихуаны, актёр был арестован за жестокое обращение с ребёнком. Мэдсен был взят под стражу в своём доме в Малибу (который прежде принадлежал барабанщику The Who Киту Муну) и помещён в тюрьму. Позже актёр был отпущен под залог.
Мэдсен дважды, в 2012 и 2019 годах, был арестован за вождение автомобиля в нетрезвом виде.

## Избранная фильмография
| Год       |    | Русское название                               | Оригинальное название                                          | Роль                       |
| --------- | -- | ---------------------------------------------- | -------------------------------------------------------------- | -------------------------- |
| 1983      | ф  | Военные игры                                   | WarGames                                                       | Стив Фелпс                 |
| 1983      | с  | Сент-Элсвер                                    | St. Elsewhere                                                  | Майк О’Коннор              |
| 1984      | ф  | Наперегонки с луной                            | Racing with the Moon                                           | Фрэнк                      |
| 1984      | ф  | Самородок                                      | The Natural                                                    | Бамп Бэйли                 |
| 1984      | с  | Кегни и Лейси                                  | Cagney & Lacey                                                 | Бойд Эванс Страут          |
| 1984      | с  | Полиция Майами                                 | Miami Vice                                                     | Салли Альварадо            |
| 1985      | с  | Автостопщик                                    | The Hitchhiker                                                 | Джон Хэмптон               |
| 1985—1986 | с  | Наша честная семья                             | Our Family Honor                                               | Оги Данциг                 |
| 1986      | с  | Криминальные истории                           | Crime Story                                                    | Джонни Фоссе               |
| 1987      | ф  | Время убивать                                  | The Killing Time                                               | Стью                       |
| 1988      | ф  | Тени на фоне бури                              | Shadows in the Storm                                           | Эрл                        |
| 1988      | ф  | Игуана                                         | Iguana                                                         | Себастьян                  |
| 1988      | с  | Война и воспоминание                           | War and Remembrance                                            | лейтенант «Фуф» Турхолл    |
| 1989      | ф  | Красный как кровь                              | Blood Red                                                      | Энцио                      |
| 1989      | ф  | Убей меня снова                                | Kill Me Again                                                  | Винс                       |
| 1989      | с  | Служебная командировка                         | Tour of Duty                                                   | сержант Грег Блок          |
| 1989      | с  | Джейк и толстяк                                | Jake and the Fatman                                            | Чейз                       |
| 1989      | с  | Квантовый скачок                               | Quantum Leap                                                   | Блу                        |
| 1990      | ф  | Конец невиновности                             | The End of Innocence                                           | Эрл                        |
| 1991      | ф  | Дорз                                           | The Doors                                                      | Том Бэйкер                 |
| 1991      | ф  | Тельма и Луиза                                 | Thelma And Louise                                              | Джимми Леннокс             |
| 1992      | ф  | Почти блюз                                     | Almost Blue                                                    | Моррис Пул                 |
| 1992      | ф  | Разговор начистоту                             | Straight Talk                                                  | Стив                       |
| 1992      | ф  | Бешеные псы                                    | Reservoir Dogs                                                 | Мистер Блондин             |
| 1992      | ф  | Роковой инстинкт                               | Fatal Instinct                                                 | Клифф Берден               |
| 1993      | ф  | Впереди одни неприятности                      | Trouble Bound                                                  | Гарри Толбот               |
| 1993      | ф  | Освободите Вилли                               | Free Willy                                                     | Глен Гринвуд               |
| 1993      | ф  | Дом на холмах                                  | A House in the Hills                                           | Микки                      |
| 1993      | ф  | Бесплатные деньги                              | Money For Nothing                                              | детектив Лоренцо           |
| 1993      | ф  | За пределами закона                            | Beyond the Law                                                 | Блад                       |
| 1994      | ф  | Побег                                          | The Getaway                                                    | Руди Трэвис                |
| 1994      | ф  | Якудза                                         | Blue Tiger                                                     | продавец оружия            |
| 1994      | ф  | Смертельная связь                              | Final Combination                                              | детектив Мэтт Диксон       |
| 1994      | ф  | Уайатт Эрп                                     | Wyatt Earp                                                     | Вирджил Эрп                |
| 1995      | ф  | Человек с пистолетом                           | Man with a Gun                                                 | Джон Хардин                |
| 1995      | ф  | Особь                                          | Species                                                        | Престон Леннокс            |
| 1995      | ф  | Освободите Вилли 2: Новое приключение          | Free Willy 2: The Adventure Home                               | Глен Гринвуд               |
| 1996      | ф  | Скала Малхолланд                               | Mulholland Falls                                               | Эдди Холл                  |
| 1996      | ф  | Последние дни Фрэнки по прозвищу «Муха»        | The Last Day Of Frankie The Fly                                | Сэл                        |
| 1996      | ф  | Победитель                                     | The Winner                                                     | Вулф                       |
| 1996      | ф  | Красная линия                                  | Red Line                                                       | мистер Лоуренс             |
| 1997      | ф  | Донни Браско                                   | Donnie Brasco                                                  | Чёрный Сонни               |
| 1997      | ф  | Правила игры                                   | The Maker                                                      | Скарни                     |
| 1997      | ф  | Цель № 1                                       | Executive Target                                               | Ник Джеймс                 |
| 1998      | ф  | Бумажный след                                  | Papertrail                                                     | Брэд Абрахам               |
| 1998      | ф  | На лезвии ножа                                 | Rough Draft                                                    | Хайнес                     |
| 1998      | ф  | Земля — воздух                                 | Surface to Air                                                 | старший сержант Зак Массин |
| 1998      | ф  | Особь 2                                        | Species II                                                     | Престон Леннокс            |
| 1998—1999 | с  | Месть без предела                              | Vengeance Unlimited                                            | мистер Чепэл               |
| 1999      | ф  | Приговорённая                                  | Supreme Sanction                                               | Далтон                     |
| 1999      | ф  | Флорентин                                      | The Florentine                                                 | Белый                      |
| 2000      | ф  | Дублёр                                         | The Alternate                                                  | агент Джек Бриггс          |
| 2000      | ф  | Жертвоприношение                               | Sacrifice                                                      | Тайлер Пирс                |
| 2000      | ф  | Ровно в полдень                                | High Noon                                                      | Фрэнк Миллер               |
| 2001      | ф  | Точка давления                                 | Pressure Point                                                 | Джед Гриффен               |
| 2001      | с  | Большое яблоко                                 | Big Apple                                                      | Терри Мэддок               |
| 2002      | ф  | Умри, но не сейчас                             | Die Another Day                                                | Домиан Фалько              |
| 2003      | ф  | Поли Шор мёртв                                 | Pauly Shore Is Dead                                            | играет себя                |
| 2003      | ф  | 44 минуты: Бойня в северном Голливуде          | 44 Minutes: The North Hollywood Shoot-Out                      | детектив Фрэнк Макгрегор   |
| 2003      | ф  | Дочь моего босса                               | My Boss’s Daughter                                             | Ти-Джей                    |
| 2003      | ф  | Убить Билла. Фильм 1                           | Kill Bill: Vol. 1                                              | Бадд                       |
| 2004      | ф  | Блуберри                                       | Blueberry                                                      | Уоллес Себастьян Блаунт    |
| 2004      | ф  | Сматывай удочки                                | Сматывай удочки                                                | Босс                       |
| 2004      | ф  | Убить Билла. Фильм 2                           | Kill Bill: Vol. 2                                              | Бадд                       |
| 2004      | ф  | Новый Франкенштейн                             | Frankenstein                                                   | детектив Харкер            |
| 2005      | ф  | Город грехов                                   | Sin City                                                       | Боб                        |
| 2005      | ф  | Охота на призраков                             | Chasing Ghosts                                                 | Кевин Харрисон             |
| 2005      | ф  | Бладрейн                                       | BloodRayne                                                     | Владимир                   |
| 2005      | ф  | Мужской сезон: Бархатная революция             | Мужской сезон: Бархатная революция                             | американский наркобарон    |
| 2005      | ф  | Хроники Нарнии: Лев, колдунья и волшебный шкаф | The Chronicles of Narnia: The Lion, the Witch and the Wardrobe | Могрим                     |
| 2005      | с  | Тилт                                           | Tilt                                                           | Дон «Матадор» Эверест      |
| 2006      | ф  | Очень страшное кино 4                          | Scary Movie 4                                                  | Оливер                     |
| 2006      | ф  | Последняя высадка                              | The Last Drop                                                  | полковник Джей Ти Кольт    |
| 2006      | ф  | Затерянный город                               | Hoboken Hollow                                                 | Джей Ти Голдман            |
| 2006      | ф  | Убийственная машина                            | UKM: The Ultimate Killing Machine                              | майор Блевинс              |
| 2006      | ф  | Машина                                         | Machine                                                        | Рэй                        |
| 2007      | ф  | Быть Майклом Мэдсеном                          | Being Michael Madsen                                           | играет себя                |
| 2007      | ф  | Жить или умереть                               | Living & Dying                                                 | агент Линд                 |
| 2007      | ф  | Выход на посадку                               | Boarding Gate                                                  | Майлз Реннберг             |
| 2007      | ф  | Афганские рыцари                               | Afghan Knights                                                 | Купер                      |
| 2007      | ф  | Сила и честь                                   | Strength and Honour                                            | Шон Келлехер               |
| 2007      | ф  | Тень в глубине                                 | Croc                                                           | «Крок» Хокинс              |
| 2007      | ф  | Зуб и ноготь                                   | Tooth and Nail                                                 | Шакал                      |
| 2008      | ф  | Адская поездка                                 | Hell Ride                                                      | Джент                      |
| 2008      | ф  | Крутой вираж                                   | Crash and Burn                                                 | Винсент Скайло             |
| 2008      | ф  | Последний час                                  | Last Hour                                                      | Монк                       |
| 2008      | ф  | Злость                                         | Vice                                                           | Уокер                      |
| 2008      | ф  | Брейк                                          | Break                                                          | Компаньон                  |
| 2008      | ф  | Дом                                            | The House                                                      | полицейский                |
| 2009      | ф  | Этот мир не так уж плох                        | You Might as Well Live                                         | Клинтон Манитоба           |
| 2009      | ф  | Безвозвратный путь                             | Road of No Return                                              | Джей Марконе               |
| 2009      | ф  | Радуга Шэннон                                  | Shannon’s Rainbow                                              | Дэйв                       |
| 2009      | ф  | Истекающий кровью                              | The Bleeding                                                   | Отец Рой                   |
| 2009      | ф  | Путь                                           | Путь                                                           | командир авианосца         |
| 2009      | мф | Зелёный Фонарь: Первый полёт                   | Green Lantern: First Flight                                    | Киловог                    |
| 2010      | ф  | Ключ Саламандры                                | Ключ Саламандры                                                | Рик                        |
| 2010      | ф  | Смертельное оскорбление                        | The Killing Jar                                                | Доу                        |
| 2010      | ф  | Ну что, сыграем?                               | Let the Game Begin                                             | доктор Тернер              |
| 2010      | ф  | Большое я                                      | The Big I Am                                                   | Мартелл                    |
| 2010      | ф  | Банкротство                                    | Krach                                                          | Уильям                     |
| 2010      | ф  | Вы все сдохнете!                               | Terror Trap                                                    | Картер                     |
| 2010      | ф  | Медный бык                                     | The Brazen Bull                                                | Мужик                      |
| 2010      | ф  | Предатели                                      | Corruption.Gov                                                 | сенатор Джон Мордайр       |
| 2010      | с  | C.S.I.: Место преступления Майами              | CSI: Miami                                                     | Купер «Куп» Дейли          |
| 2010      | с  | 24 часа                                        | 24                                                             | Джим Рикер                 |
| 2011      | ф  | В лесу                                         | Forest of the Living Dead                                      | лейтенант Брэндон Росс     |
| 2011      | ф  | Ещё одна комедия                               | Not Another Not Another Movie                                  | Лестер Шторм               |
| 2011      | ф  | Мрачный Амстердам                              | Amsterdam Heavy                                                | Мартин Кил                 |
| 2011      | ф  | Косяки                                         | Loosies                                                        | лейтенант Ник Салливан     |
| 2012      | ф  | Голливудский мусор                             | Garbage                                                        | играет себя                |
| 2012      | ф  | Эльдорадо                                      | Eldorado                                                       | Тед                        |
| 2012      | ф  | Пираньяконда                                   | Piranhaconda                                                   | профессор Лавгроув         |
| 2012      | с  | Голубая кровь                                  | Blue Bloods                                                    | Бенджамин Уокер            |
| 2012—2013 | с  | Доктор мафии                                   | The Mob Doctor                                                 | Рассел Кинг                |
| 2013      | ф  | Угроза заражения                               | Infected                                                       | Льюис                      |
| 2013      | ф  | Я влюбился в монашку                           | I’m in Love with a Church Girl                                 | Фрэнк Харрис               |
| 2013      | с  | Везунчик                                       | Golden Boy                                                     | Уолтер Кларк-старший       |
| 2014      | ф  | Скорый «Москва — Россия»                       | Скорый «Москва — Россия»                                       | продюсер Милы              |
| 2014      | с  | Гавайи 5.0                                     | Hawaii Five-0                                                  | Рой Пэрриш                 |
| 2015      | ф  | Весь мир у наших ног                           | The Whole World at Our Feet                                    | Майк                       |
| 2015      | ф  | Потеря надежды                                 | Hope Lost                                                      | Манол                      |
| 2015      | ф  | Без депозита                                   | No Deposit                                                     | Питер Шэй                  |
| 2015      | ф  | Смерть в пустыне                               | Death in the Desert                                            | Рэй Излер                  |
| 2015      | ф  | Торговля кожей                                 | Skin Traffik                                                   | Босс                       |
| 2015      | ф  | Дровосек                                       | Lumberjack Man                                                 | доктор Питер Ширтклифф     |
| 2015      | ф  | Перевёрнутая                                   | Flipped                                                        | Кейси                      |
| 2015      | ф  | Омерзительная восьмёрка                        | The Hateful Eight                                              | Джо Гейдж                  |
| 2015      | с  | Успех в Голливуде, Флорида                     | Big Time in Hollywood, FL                                      | Харви Скоулз               |
| 2016      | ф  | Хроники мстителя                               | Vigilante Diaries                                              | Моро                       |
| 2016      | ф  | Мэджи                                          | Magi                                                           | Лоуренс Ирлам              |
| 2016      | ф  | В былые времена                                | Back in the Day                                                | Энцо                       |
| 2016      | с  | Настоящий детектив                             | Real Detective                                                 | рейнджер Фил Райан         |
| 2016      | с  | ПрепАды                                        | Those Who Can’t                                                | офицер Каллахан            |
| 2016      | с  | Сверхспособности                               | Powers                                                         | Патрик / Супершок          |
| 2017      | ф  | Непобеждённый                                  | Unfallen                                                       | генерал Маккалистер        |
| 2017      | ф  | Камень, ножницы, бумага                        | Rock, Paper, Scissors                                          | Дойл Дечерт                |
| 2017      | ф  | Сломанный ключ                                 | The Broken Key                                                 | Талли Де Марко             |
| 2017      | с  | Реальный Роб                                   | Real Rob                                                       | Майкл                      |
| 2018      | ф  | Папа                                           | Papa                                                           | Иван                       |
| 2019      | ф  | Бок о бок                                      | Trading Paint                                                  | Боб Лински                 |
| 2019      | ф  | Сад, оставленный позади                        | The Garden Left Behind                                         | Кевин                      |
| 2019      | ф  | Добро пожаловать в Акапулько                   | Welcome to Acapulco                                            | Хайд                       |
| 2019      | ф  | Однажды в Голливуде                            | Once Upon a Time in… Hollywood                                 | шериф Хакетт               |
| 2019      | мф | Стражи Арктики                                 | Arctic Justice                                                 | Дюк                        |
| 2020      | ф  | Истребители демонов                            | Angels Fallen                                                  | Бальтазар                  |
| 2020      | ф  | 2 могилы в пустыне                             | 2 Graves in the Desert                                         | Винс                       |
| 2020      | ф  | Сезон акул                                     | Shark Season                                                   | Джеймс                     |
| 2020      | ф  | Невероятно!!!!!                                | Unbelievable!!!!!                                              | президент Бен Довер        |
| 2020      | ф  | Щенячья любовь                                 | Puppy Love                                                     | Уэсли                      |
| 2020      | ф  | Тишина                                         | Nishabdham                                                     | Ричард Докинз              |
| 2021      | ф  | Красные пророчества                            | Red Prophecies                                                 | Ричард Тайлер              |
| 2021      | ф  | Идеальное ограбление                           | American Night                                                 | Лорд Сэмюэл Морган         |
| 2021      | ф  | Все до последнего                              | Every Last One of Them                                         | Билл                       |
| 2023      | ф  | Преступник Джонни Блэк                         | Outlaw Johnny Black                                            | Датч                       |
| 2024      | ф  | Войны на арене                                 | Arena Wars                                                     | Самсон                     |
| 2024      | ф  | Макс Даган                                     | Max Dagan                                                      | Дэн Клэнси                 |
| 2024      | ф  | Легенда о Белом Драконе                        | Legend of the White Dragon                                     | Макс Рид                   |

### Видеоклипы
- 2001 — Michael Jackson — «You Rock My World»
- 2006 — Every Time I Die — «Kill The Music»
- 2010 — Sky Ferreira — «Obsession»
- 2012 — Justin Bieber — «As Long as You Love Me»
- 2014 — Iggy Azalea and Rita Ora — «Black Widow»
- 2019 — Nick Le Juge — «Dancing on your Grave»

### Озвучивание видеоигр
- 2001 — Grand Theft Auto III — Тони Сиприани
- 2003 — True Crime: Streets of LA — Дон Рафферти
- 2004 — Driver 3 — Джон Таннер
- 2005 — Narc — Джек Форзенски
- 2005 — Yakuza — Футоси Симано
- 2006 — Reservoir Dogs — Вик Вега / мистер Блондин
- 2012 — Dishonored — Дауд
- 2013 — Call of Duty: Black Ops II (Mob of the Dead) — Майкл «Финн» О’Лири
- 2014 — The Walking Dead: Season Two — Уильям Карвер
- 2016 — Dishonored 2 — Дауд
- 2017 — Dishonored: Death of the Outsider — Дауд
- 2023 — Crime Boss: Rockay City — Трэвис Бейкер

## Награды
| Год  | Церемония                                                | Награда                  | Категория                                    |
| ---- | -------------------------------------------------------- | ------------------------ | -------------------------------------------- |
| 2008 | Mount Shasta International Film Festival                 | Jury Award               | Лучший актёр за фильм: «Сила и честь» (2007) |
| 2008 | New York International Independent Film & Video Festival | Feature Film Award       | Лучший актёр за фильм: «Сила и честь» (2007) |
| 2007 | Temecula Valley International Film Festival              | Career Achievement Award | —                                            |
| 2007 | Boston Film Festival                                     | Festival Prize           | Лучший актёр за фильм: «Сила и честь» (2007) |